# Episodi di Freaks! (prima stagione)
La prima stagione della webserie italiana Freaks! è stata resa disponibile sul canale ufficiale su YouTube e sul sito ufficiale. Il primo episodio è stato pubblicato 8 aprile 2011 e l'ultimo il 28 giugno 2011.
| n° | Titolo             | YouTube        |
| -- | ------------------ | -------------- |
| 1  | Freaks!            | 8 aprile 2011  |
| 2  | Blackout - Parte 1 | 22 aprile 2011 |
| 3  | Blackout - Parte 2 | 26 aprile 2011 |
| 4  | Powerful           | 4 maggio 2011  |
| 5  | What if...         | 10 maggio 2011 |
| 6  | Trick              | 20 maggio 2011 |
| 7  | ...Or Treat        | 10 giugno 2011 |
| 8  | Exit               | 28 giugno 2011 |

## Freaks!

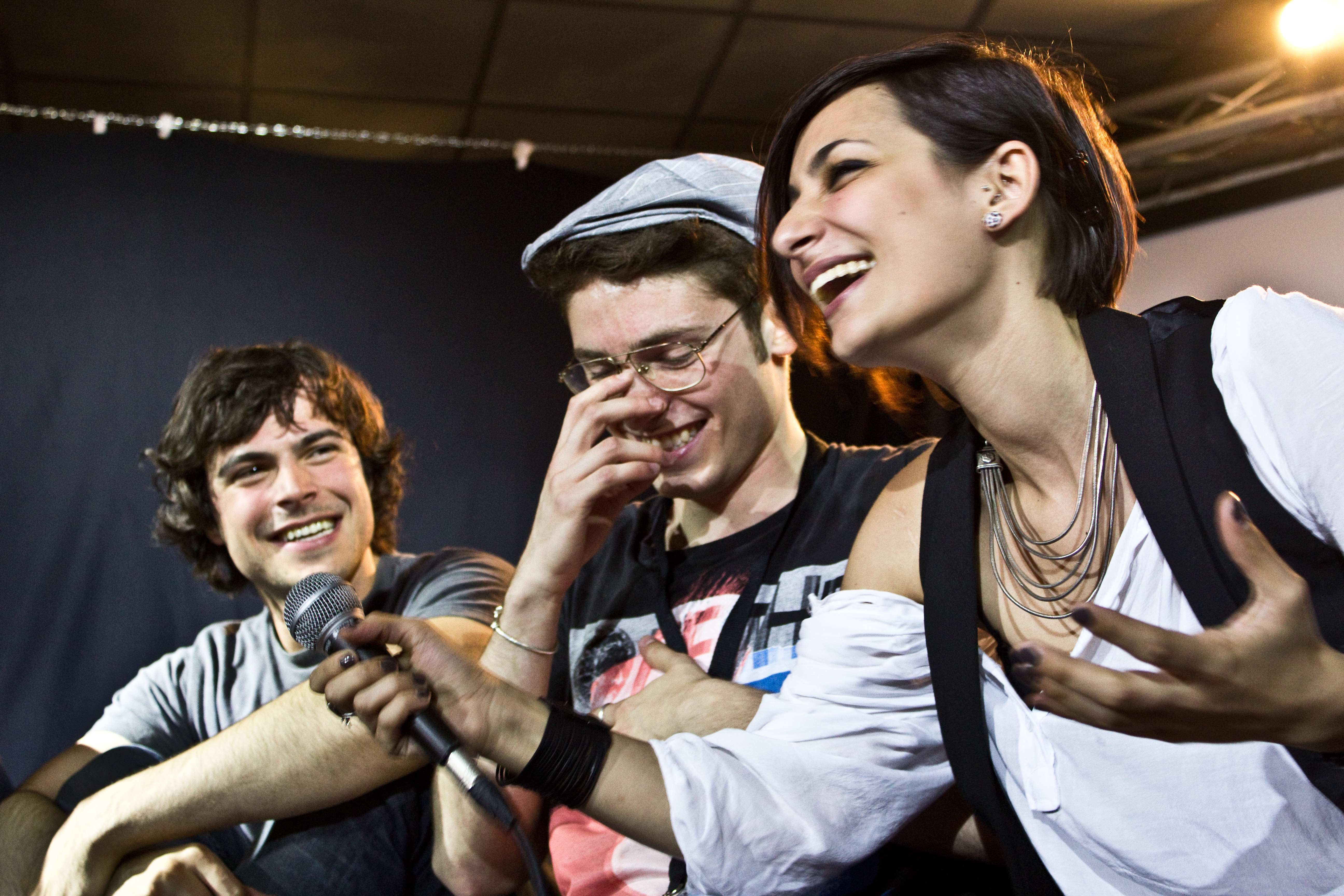
Guglielmo Scilla (Marco), Andrea Poggioli (Andrea) e Claudia Genolini (Viola) raccontano Freaks! al Secret Show organizzato in collaborazione con Radio Deejay al Blackout di Roma.

- Diretto da: Claudio Di Biagio, Matteo Bruno
- Scritto da: Claudio Di Biagio, Guglielmo Scilla

In una notte qualunque, Andrea viene braccato all'esterno di un locale da una banda di ragazzi, poiché aveva fatto richieste inopportune alla fidanzata di uno del gruppo. Stranamente, mettendosi a piangere, Andrea riesce a "costringere" i suoi assalitori a fare lo stesso, dandogli il tempo di fuggire. Nel frattempo, Marco fa l'amore con una ragazza, riuscendo inspiegabilmente a vivere diverse volte lo stesso momento, nonostante la delusione dimostrata dalla ragazza per la brevità del rapporto. Giulia, invece, dopo aver attraversato silenziosamente un vicoletto, si avvicina a un uomo nei paraggi e lo morde, succhiandogli il sangue. Nello stesso momento Viola, durante un acceso dibattito col fidanzato Simone in auto, con un semplice intreccio di mani lo rende improvvisamente cieco. Silvio, che per caso si mette nella traiettoria dell'auto, riesce a schivarla per pochissimo: al suo posto verrà invece investita Giulia, uscita di corsa da un angolo. Nonostante la botta subita, Giulia si rialza senza troppi problemi. Mentre Silvio cerca di soccorrere Viola e il suo ragazzo, Marco e Andrea giungono casualmente sul luogo. Tutti e cinque, dopo pochi minuti dal loro incontro, svengono, senza un preciso motivo.

## Blackout - Parte 1
- Diretto da: Claudio Di Biagio, Matteo Bruno
- Scritto da: Claudio Di Biagio, Guglielmo Scilla

I cinque si risvegliano a casa di Silvio, senza nemmeno riconoscersi, quando sono passati quattro mesi dallo svenimento. La madre di Silvio fa capire che lui e Viola si sono ormai fidanzati. Tutti sanno cosa è successo durante i quattro mesi tranne loro. Dopo una discussione i ricordi di quella notte cominciano a trapelare dalle bocche dei cinque, ma cosa sia accaduto da quella notte fino a quel momento non lo sa nessuno. Successivamente, un uomo senza volto incontrerà Giulia, che esorta gli altri a scappare. La scena si incentra su Silvio e Viola, che scappano in auto. Viola vede nello specchietto l'uomo senza volto e, presa dal panico, tocca la mano di Silvio, che perde la vista per pochi minuti, ma continua a guidare la macchina senza fare incidenti. Nel frattempo, nell'altra auto, ci sono Marco, Andrea e Giulia. I cinque si reincontrano e continuano a discutere. Silvio si comporta, comicamente, da fidanzato con Viola, anche se la conosce, secondo i loro ricordi, praticamente da una notte e un giorno. Silvio inoltre avanza per la prima volta l'ipotesi che loro abbiano acquisito dei super poteri, cosa che sembra non sorprendere nessuno. Il video termina con tutti i protagonisti che tornano a casa e ognuno di loro è pronto a chiamare gli altri nel caso gli succedesse qualcosa.

## Blackout - Parte 2

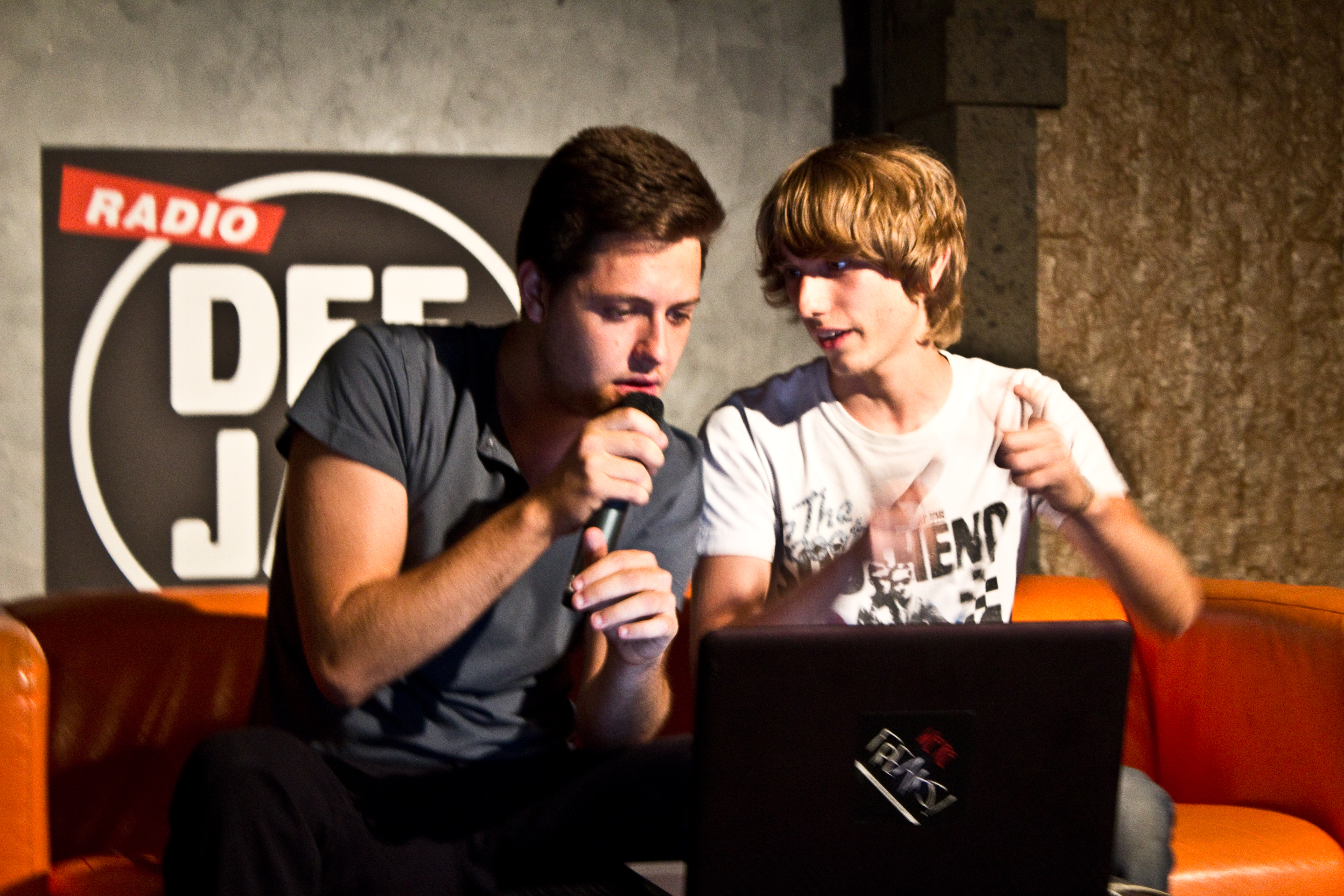
La regia è stata curata da Matteo Bruno e da Claudio Di Biagio, che ha anche interpretato Silvio.

- Diretto da: Claudio Di Biagio, Matteo Bruno
- Scritto da: Claudio Di Biagio, Guglielmo Scilla

Viola torna dall'ex fidanzato e cerca di spiegargli del "blackout" subito, purtroppo invano. Nel frattempo Andrea resta a casa con il suo computer. Silvio organizza una partita di calcio e qui, o la fortuna, o il talento, lo fanno prevalere. Marco si eccita al vedere un gruppo di donne e rivive la situazione per due volte. Successivamente si incontra con tre suoi amici, che lo criticano per essere sparito negli ultimi tempi, mentre cerca di spiegare loro cosa gli è appena accaduto, essi però non sono per nulla sorpresi della sua storia, poiché erano già al corrente del suo superpotere (si intuisce quindi che egli non si sia assentato per i 4 mesi ma li abbia visti). Nella conversazione, intanto, i tre gli fanno capire di una notte passata con Viola. Silvio fa a botte con un ragazzo, dato che guardava la sua ragazza, ma la fortuna del Freak fa venire una crisi respiratoria al ragazzo ed è da qui che Silvio ha conferma del suo superpotere. Giulia ha alcune visioni che le turbano la mente e compie un attacco vampiresco. Il webisodio si conclude con tutti e cinque i Freaks che vanno a letto. Nell'ultima scena appare l'uomo senza volto, nello specchio di casa di Giulia.

## Powerful
- Diretto da: Claudio Di Biagio, Matteo Bruno
- Scritto da: Claudio Di Biagio, Guglielmo Scilla

I freaks Marco, Andrea e Silvio si divertono con i loro superpoteri. Silvio ed Andrea si incontrano e discutono sulla fortuna del primo e sul come testarla. Anche Viola, con la compagnia di Marco, testa il suo superpotere contro le altre persone. Scena comicissima di Silvio è quella in cui testa la sua fortuna. L'uomo senzavolto fa visita ad Andrea a casa sua e contemporaneamente a Marco e Viola, che fuggono da lui, a Silvio, che fugge anch'esso. Con questo, i freak si incontrano nello stesso punto con il senzavolto, che viene picchiato inizialmente da Giulia e poi dagli altri. La puntata si conclude con un Flashback in cui Marco fa l'amore con Ilaria.

## What if...

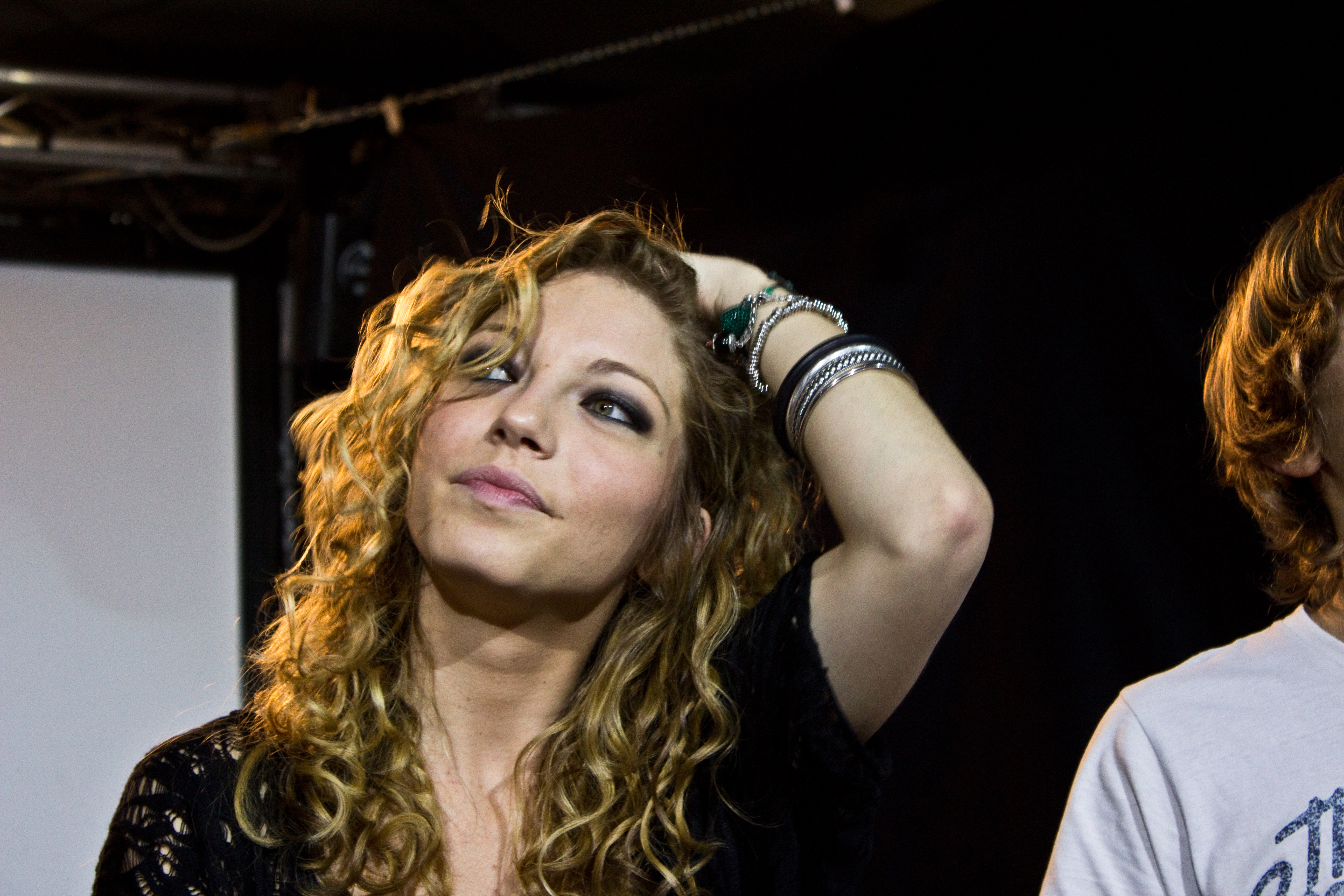
Ilaria Giachi ha interpretato Giulia.

- Diretto da: Claudio Di Biagio, Matteo Bruno
- Scritto da: Claudio Di Biagio, Guglielmo Scilla

La puntata presenta la situazione di quello che sarebbe successo se i protagonisti, 4 mesi prima, non avessero ricevuto i "super-poteri".
La puntata si apre con "le nove regole del buon risveglio" dove, al mattino, Marco riceve molte attenzioni da Ilaria, con cui aveva passato la notte. Giulia, si trova in bagno dove nella vasca c'è "l'uomo senza volto", Gabriele Moldi, appena ucciso da lei, arriva il fratello di Giulia che le assicura di nasconderle il cadavere. Segue una breve scena di Viola e il ragazzo che fuggono dalla città. Si ritorna di nuovo su Marco che questa volta si ritrova con degli amici in una stanza a giocare a "Nomi, cose e città" dove discutono sulla sua relazione con Ilaria. La sera Marco va a cena con Ilaria e parlano del destino; Marco le fa un esempio particolare del perché è inutile sapere il futuro: se lei sapesse prima di uscire di casa che perderebbe un orecchino, farebbe molta più attenzione per evitare che accada; Ilaria interrompe la discussione per andare in bagno e perde un orecchino. In quello stesso momento il fratello di Giulia si affanna per scavare una buca e nascondere il cadavere, è molto faticoso e viene preso dalla disperazione. Andrea intanto si risveglia pieno di lividi e macchie di sangue, beve un po' di latte ed accende la TV, c'è un telegiornale e il giornalista parla della scomparsa di Gabriele Moldi e dice che presso una discoteca sono state trovate molte tracce di sangue; Andrea ha un flashback e si ricorda che quel sangue era il suo essendo stato malmenato di fronte a quella discoteca per aver infastidito una ragazza, il flashback continua con lui che torna a casa e vede la scena di Viola e il ragazzo, alla guida di un'automobile, che investe Silvio, i due fidanzati scendono dalla macchina e vedendo che il ragazzo è morto, risalgono sull'automobile e scappano.
La scritta "Fine" non è riferita alla fine della serie bensì alla chiusura della parentesi che descrive cosa sarebbe successo se (appunto "what if...") non gli fossero stati dati i "super-poteri": Silvio, non avendo la fortuna, sarebbe stato investito; Andrea, non potendo controllare le emozioni dei bulli, sarebbe stato picchiato; il fidanzato di Viola non sarebbe diventato cieco, proprio perché Viola non avrebbe avuto il potere di accecare la gente; Marco non sarebbe stato cacciato da Ilaria perché non sarebbe potuto tornare indietro nel tempo.

### Curiosità
- La puntata si apre con una clip che vede protagonista Marco, intitolata Le 9 regole del buon risveglio. Questo potrebbe essere un riferimento al film 10 regole per fare innamorare, interpretato dallo stesso Guglielmo Scilla e nel quale personaggio interpretato porta lo stesso nome di quello interpretato in Freaks
- Mentre Marco gioca a "Nomi, cose e città" con gli amici, nella ricerca del nome di una celebrità iniziante con la c, vengono nominati Christopher Lambert, Carletto il principe dei mostri e Canesecco: quest'ultimo non è altro che il nome con cui è noto il regista della serie Matteo Bruno.

## Trick

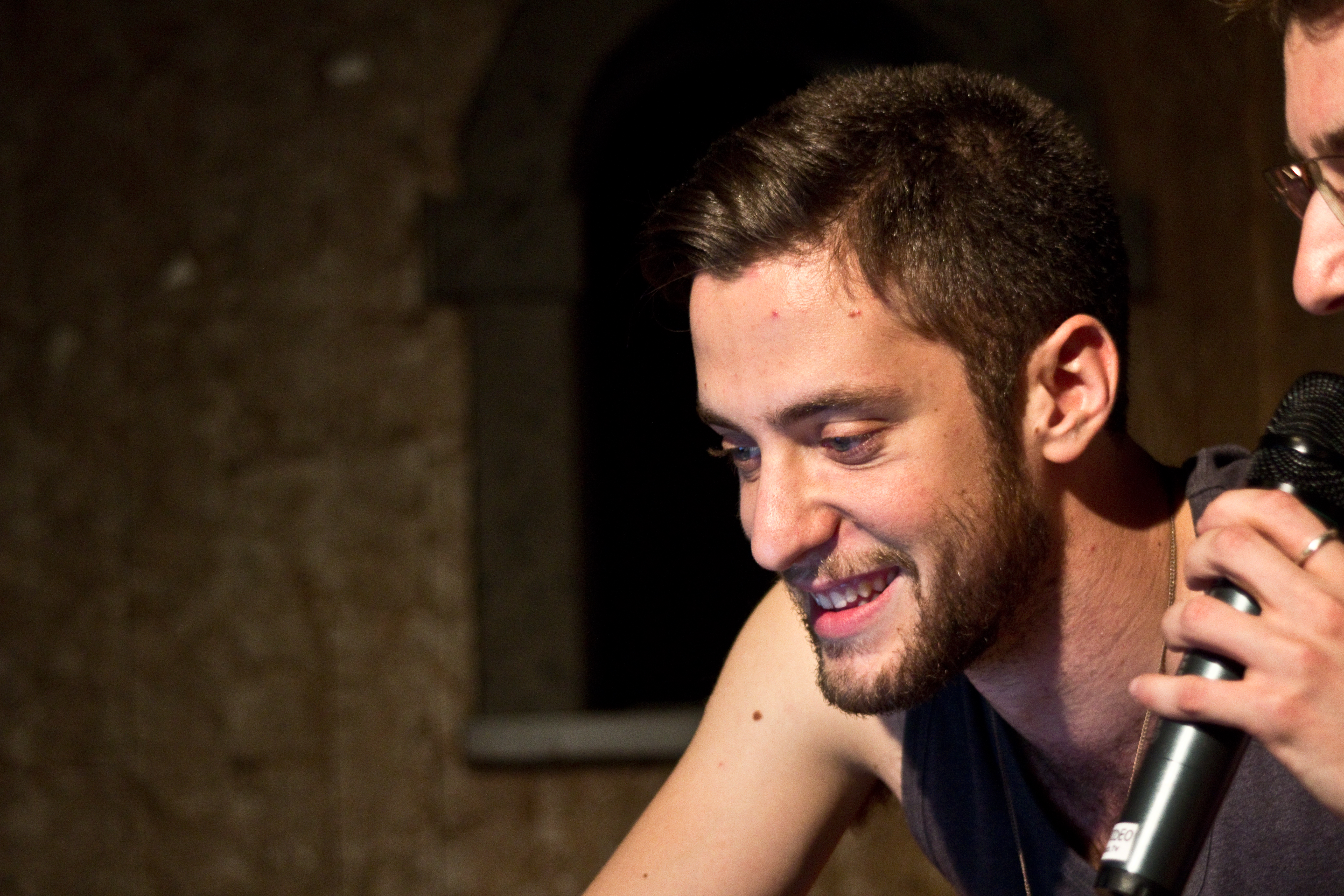
Gabriele è interpretato da Giampaolo Speziale, che ha fatto anche parte del "team creativo" e con gli About Wayne ha creato la canzone che fa da sigla alla serie.

- Diretto da: Claudio Di Biagio, Matteo Bruno
- Scritto da: Claudio Di Biagio, Guglielmo Scilla

Gabriele è il protagonista delle continue visioni di Giulia. Viola inspiegabilmente diventa cieca e spiega che vede solamente ciò che vedono le altre persone quando le tocca. Andrea cerca aiuto negli psicologi e Marco si scopre attratto da Viola. Questa situazione caotica turba i ragazzi, che sentono la necessità di chiarirsi le idee incontrandosi tutti a casa di Silvio, ma qualcosa va storto. Gabriele riappare per l'ennesima volta a Giulia e le fa una trappola. Le mostra il collo, Giulia non resiste all'impulso e si avventa sulla visione di Gabriele, quando in realtà lì c'era Viola. Agli altri freaks la ragazza sembra essere morta.

## ...Or Treat
- Diretto da: Claudio Di Biagio, Matteo Bruno
- Scritto da: Claudio Di Biagio, Guglielmo Scilla

Silvio, Andrea e Marco viaggiano nel tempo grazie al potere di quest'ultimo per potere salvare Viola. Raggiunto l'eccitamento necessario, i tre ragazzi si ritrovano nel centro di Roma, la mattina di quello stesso giorno. Tentano di utilizzare i loro poteri insieme facendo prima alcune prove, la maggior parte delle quali falliscono. Riescono comunque ad arrivare alla casa dove sta per succedere la tragedia e riescono a far capire a Viola la situazione. La fortuna di Silvio sarà essenziale per riuscire nell'impresa, che terminerà con la fuga di Giulia e l'arrivo del nemico, Gabriele.

## Exit
- Diretto da: Claudio Di Biagio, Matteo Bruno
- Scritto da: Claudio Di Biagio, Guglielmo Scilla

La puntata si apre proprio come si era aperta la prima puntata della webseries: Giulia, dopo aver sbranato Viola (nel sesto episodio), scappa con la bocca ancora sporca del sangue della vittima. La comparsa di Gabriele nel gruppo dei Freaks fa sorgere nella loro mente dei forti dubbi su Giulia. Gabriele spiega che l'unica soluzione per riportare tutto alla normalità è impedire a Giulia di ucciderlo una seconda volta, come ha fatto la sera dell'incidente. La situazione sembra rispecchiare il piano dei ragazzi. Quella sera i ragazzi si recano nella zona, mentre Gabriele va al parco in cui si trovava all'inizio della prima puntata. Arriva Giulia, che cerca di morderlo, ma i quattro ragazzi arrivano appena in tempo per spiegarle che se uccidesse Gabriele, le conseguenze ricadrebbero anche su di loro. Giulia non li ascolta e morde Gabriele, poi si dirige verso Silvio, che la scaraventa su di un masso. Marco va a controllare e si accorge che è morta.
I ragazzi tornano alla sera dell'incidente: Giulia insegue Gabriele, ferito, in un parcheggio, Marco è a letto con Ilaria, Silvio ubriaco vaga per le strade, Viola è in macchina con Simone e Andrea sta per essere menato. Marco esce dalla casa di Ilaria e si dirige verso un parcheggio dove trova una grossa macchia di sangue, quello di Gabriele, che poco prima è passato di lì ed è stato caricato su un furgone insieme a Giulia da un uomo misterioso.  

### Curiosità
Nella puntata compare per la prima volta il regista Matteo Bruno, nel ruolo di un ragazzo seduto in metropolitana che, inizialmente triste, viene rincuorato da Andrea, grazie al suo potere.